# Thomas Dean Donnelly e Joshua Oppenheimer
Thomas Dean Donnelly (Sayreville, ...) e Joshua Oppenheimer (New York, ...) sono due sceneggiatori statunitensi.

## Biografie
Thomas Dean Donnelly è nato e cresciuto a Sayreville, nel New Jersey. Ha conseguito una laurea in Inglese e Teatro presso il Vassar College di New York e un Master in regia alla School of Cinema/Television dell'Università della California del Sud con una tesi dal titolo Thoughtcrimes. 
Joshua Oppenheimer è nato a New York ed è cresciuto nella Contea di Westchester. Si è laureato presso la Northwestern University specializzandosi in Cinema e Teatro e ha conseguito un Master in produzione presso la School of Cinema/Television dell'Università della California del Sud con le tesi Dog Daze e Recon. 
I due sceneggiatori si conobbero all'università e, conseguita la laurea, riscrissero la tesi di Donnelly trasformandola in un film da due ore: Thoughtcrimes - Nella mente del crimine. Negli anni seguenti sono state prodotte quattro loro sceneggiature, Sahara, Il risveglio del tuono, Dylan Dog - Il film e Conan the Barbarian.

## Filmografia
- Thoughtcrimes - Nella mente del crimine (Thoughtcrimes), regia di Breck Eisner (2003)
- Sahara, regia di Breck Eisner (2005)
- Il risveglio del tuono (A Sound of Thunder), regia di Peter Hyams (2005)
- Dylan Dog - Il film (Dylan Dog: Dead of Night), regia di Kevin Munroe  (2010)
- Conan the Barbarian, regia di Marcus Nispel (2011)